# Simetría axial

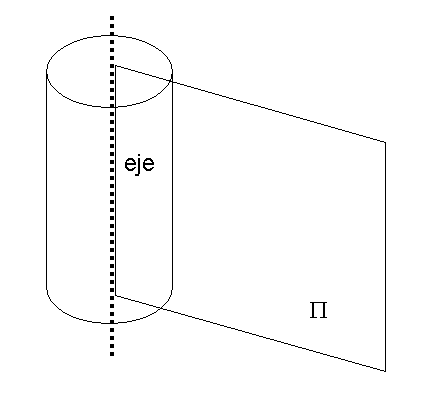
Figura axisimetrica respecto a un eje, la situación en todos los semiplanos Π, como el de la figura es idéntica.

La simetría axial (también llamada reflexión, u simetría rotacional, radial o cilíndrica) es la simetría alrededor de un eje. Es el punto de traslación y rotación de modo que un sistema tiene simetría axial  o axisimetría cuando todos los semiplanos tomados a partir de cierta mediatriz y conteniendo presentan idénticas características.También puede decirse que es una isometría indirecta e involutiva. 
Por ejemplo: 
Dada una recta  se llama simetría axial de eje  al movimiento que transforma a un punto P en otro punto P' verificando que:
- El segmento PP' es perpendicular a {\displaystyle \scriptstyle e}.
- Los puntos P y P' equidistan del eje {\displaystyle \scriptstyle e}.

Dicho de otra forma el eje {\displaystyle \scriptstyle e} es la mediatriz del segmento PP'.
La simetría axial no solo se presenta entre un objeto y su reflexión, pues muchas figuras que mediante una línea pueden partirse en dos secciones que son simétricas con respecto a la línea. Estos objetos tienen uno (o más) ejes de simetría.
La simetría axial se da cuando los puntos de una figura coinciden con los puntos de otra, al tomar como referencia una línea que se conoce con el nombre de eje de simetría. En la simetría axial se da el mismo fenómeno que en una imagen reflejada en el espejo.
A los puntos que pertenecen a la figura simétrica se les llama puntos homólogos, es decir, A’ es homólogo de A, B’ es homólogo de B, y C’ es homólogo de C. Además, las distancias existentes entre los puntos de la figura original son iguales que las distancias entre los puntos de la figura simétrica. En este caso: La simetría axial se puede dar también en un objeto con respecto de uno o más ejes de simetría.
Si se doblara la figura sobre el eje de simetría trazado, se podría observar con toda claridad que los puntos de las partes opuestas coinciden, es decir, ambas partes son congruentes.
Los puntos dobles de la simetría axial son todos y sólo los contenidos en el eje. Por tanto, las rectas dobles serían el propio eje de simetría y las perpendiculares al mismo.

## Física
Un cierto número de problemas físicos de interés, especialmente relacionados con la teoría de campos, los medios continuos o la teoría cuántica son más fáciles de resolver cuando los datos de partida tiene simetría axial, ya que la solución para ciertas magnitudes incógnitas también tendrá simetría axial. Eso permite reducir un problema con tres coordenadas espaciales a un problema de dos variables. Por ejemplo en varias áreas de la resolución de ciertos problemas requiere estudiar la ecuación de Poisson siguiente:

{\displaystyle {\frac {\partial ^{2}\varphi }{\partial x^{2}}}+{\frac {\partial ^{2}\varphi }{\partial y^{2}}}+{\frac {\partial ^{2}\varphi }{\partial z^{2}}}=\rho (\mathbf {x} )}

Cuando la función "fuente" tiene simetría axial, es decir:

{\displaystyle \rho (x,y,z)=\rho (x\cos \alpha -y\sin \alpha ,y\cos \alpha +x\sin \alpha ,z)\,}

El problema puede reformularse en términos de dos variables como:

{\displaystyle {\frac {\partial ^{2}{\tilde {\varphi }}}{\partial r^{2}}}+{\frac {1}{r}}{\frac {\partial {\tilde {\varphi }}}{\partial r}}+{\frac {\partial ^{2}{\tilde {\varphi }}}{\partial z^{2}}}={\tilde {\rho }}(r,z)}

Donde:

{\displaystyle {\begin{cases}\rho (x,y,z)={\tilde {\rho }}({\sqrt {x^{2}+y^{2}}},z),&{\tilde {\rho }}(r,z)=\rho (r\cos \theta ,r\sin \theta ,z)\\\varphi (x,y,z)={\tilde {\varphi }}({\sqrt {x^{2}+y^{2}}},z),&{\tilde {\varphi }}(r,z)=\varphi (r\cos \theta ,r\sin \theta ,z)\end{cases}}}

## Teoría de grupos
Dado un problema geométrico o físico caracterizado por un cierto número de magnitudes escalares, {\displaystyle \phi (\mathbf {x} )} o propiedades tensoriales {\displaystyle T(\mathbf {x} )\in {\mathcal {T}}_{q}^{p}(\mathbb {R} ^{n})} se dice que el problema tiene simetría axial si existen representaciones Fp,q del grupo SO(2):

{\displaystyle F_{p,q}:SO(2)\to {\mathcal {T}}_{q}^{p}(\mathbb {R} ^{n})\otimes {{\mathcal {T}}_{q}^{p}}^{*}(\mathbb {R} ^{n})}

Tales que:

{\displaystyle [F_{p,q}(\mathbf {T} )](F_{1,0}(\mathbf {x} ))=\mathbf {T} (\mathbf {x} ),\quad \phi (F_{1,0}(\mathbf {x} ))=\phi (\mathbf {x} )}

Esta última expresa la condición de que el hecho de rotar el sistema de ejes deja forminvariantes las cantidades básicas que caracterizan el problema.